# Станіслав Стемповський
Стані́слав-Ада́м Стемпо́вський  (пол. Stanisław Stempowski; 27 січня 1870, село Гута Чернелівецька Літинського повіту Подільської губернії, нині Майдан-Чернелевецький Деражнянського району Хмельницької області — 11 січня 1952, Варшава) — громадський діяч Поділля початку XX століття, польсько-український політичний діяч періоду Української Народної Республіки, суспільний і освітній діяч у незалежній Польщі, публіцист, перекладач, мемуарист, один із керівників польського масонства, багаторічний супутник польської письменниці Марії Домбровської.

## Життєпис
Станіслав Губертович Стемповський походив зі шляхетського роду герба «Юноша» (Junosza), який брав початок зі Стемпова в Ленчицькому воєводстві. Засновником подільської гілки роду був прадід Станіслава Казімєж Стемповський (помер 1810 року). Батько Станіслава Губерт-Генріх навчався в Кам'янець-Подільській і Немирівській гімназіях, на медичному відділенні університету святого Володимира в Києві. 1863 року, на четвертому курсі, залишив університет у зв'язку із Січневим повстанням.
1866 року Губерт одружився з двоюрідною племінницею, онучкою Яна Бенькевича й Анни зі Стемповських. Унаслідок родинного поділу за ухвалою третейського суду від 18 грудня 1869 року Губерт отримав маєток у Гуті Чернелівецькій у 876 десятин 56 сажнів — із житловим будиночком, господарськими будівлями та спорудою для виготовлення скла, з питним у селі закладом, млином і ставком та з чиншевими садибами, обтяжений боргами в понад 10 тисяч російських рублів.
У Гуті Чернелівецькій 27 січня 1870 року народився Станіслав. Сім'я Стемповських мешкала тоді в старому невеликому будинку, а близько 1876 року переселилась у новозбудований, теж порівняно скромний дім. Станіслав мав двох братів: старшого Петра (1865 — 20 березня 1943), який 1885 року закінчив Кам'янець-Подільську чоловічу гімназію , а далі природничий факультет Київського університету, і молодшого Тадеуша (близько 1875 — 1939), випускника Київської гімназії.
18 січня 1877 року сини Губерта-Генріха Стемповського — Петро-Цеслав-Станіслав, Станіслав-Адам і Євстафій-Тадеуш — затверджені як дворяни Подільської губернії із занесенням до першої частини родовідної книги цієї губернії .
На сьомому році життя Станіслав важко захворів на очі. Хвороба внаслідок неправильного лікування перейшла в хронічну та мучила його до кінця життя.
Станіслав навчався спочатку вдома під керівництвом гувернерів і приватних учителів. З дитинства добре знав французьку мову, вивчав німецьку й російську. Спілкуючись із місцевим населенням, досконало засвоїв українську розмовну мову. У сім'ї Стемповські спілкувалися по-польськи, проте польську граматику Станіслав уперше прочитав, коли йому було 20 років. Мати давала йому перші уроки гри на фортепіано.
1879 року хлопчик вступив до Кам'янець-Подільської чоловічої гімназії, де вже навчався його старший брат Петро. Одночасно з навчанням у гімназії Станіслав брав приватні уроки музики, німецької та французької мови. У гімназійні роки контактував із членами таємного гуртка «радикальних гімназистів», читав заборонену літературу, тому був під підозрою в керівництва навчального закладу, тож 1888 року атестата зрілості після закінчення гімназії не отримав.
Щоб уникнути призову до військової служби та підготуватись до складання екстерном іспиту на атестат зрілості, Станіслав записався до ветеринарного інституту в Дерпті (нині — Тарту, Естонія). Проте на лекції юнак майже не ходив, а займався самоосвітою: ознайомився з польською літературою та історією, вчив німецьку мову, вперше ґрунтовно студіював польську граматику.
Чотирирічне перебування в Дерпті мало значний вплив на формування соціалістичних поглядів Стемповського та його зближення з революційною молоддю. Він читав багато соціалістичної літератури й увійшов до конспіративної групи російських, а потім польських студентів, ознайомився зі всією конспіративною та легальною прогресивною Варшавою, брав активну участь у громадському житті.
Конспіративну діяльність Стемповського помітила поліція. 6 серпня 1892 року в його дерптському помешканні був обшук, після чого Станіслава заарештували. Два дні він перебував у в'язниці в Ризі, а далі його перевезли через Динабурґ (нині — Даугавпілс, Литва), Вітебськ, Смоленськ, Орел і Курськ до київської слідчої в'язниці на вулиці Великій Володимирській. Після закінчення слідства в грудні 1892 року Станіслава звільнили під родинний внесок у 10 тисяч рублів, з умовою до вироку мешкати під наглядом поліції в маєтку свого батька. Тож Станіслав оселився в батьківському домі в Гуті Чернелівецькій. Невдовзі він отримав дозвіл влади на виїзд до Дерпта, де склав дипломні іспити.
У вересні 1893 року Станіславові винесли вирок — три роки перебування під відкритим наглядом поліції в місці довільно ним обраному, за винятком університетських міст. Він пристав на пропозицію батька та оселився у селі Шебутинці Ушицького повіту (частина цього села була посагом його матері).
У 1906—1916 вів на Волині українську кооперацію й освітню діяльність.
Станіслав Стемповський підтримував прагнення українців до незалежності та державності. У червні 1917 року він на XII надзвичайних Подільських губернських земських зборах від імені поляків заявив, що «з їх боку широкий розмах українського руху викликає повне співчуття». У квітні 1920 року увійшов до уряду Ісаака Мазепи як міністр земельних справ УНР. Виконуючи наказ Симона Петлюри про евакуацію всіх міністерств і центральних установ до Вінниці, починаючи з 9 травня 1920 року, його міністерство, переїхавши з Кам'янця-Подільського до Вінниці, розміщувалось у будинку Четкова на Пушкінській вулиці. Після відставки уряду Мазепи Петлюра призначив Стемповського до наступного уряду В'ячеслава Прокоповича — міністром здоров'я й опікування (наказ від 26 травня 1920 року).
5 листопада 1920 року Стемповський разом із низкою діячів поставив підпис на конвенції між урядом УНР і Російським політичним комітетом у Варшаві на чолі з Борисом Савінковим про визнання Російським політичним комітетом державної незалежності УНР на чолі з головним отаманом Симоном Петлюрою та спільні операції проти більшовиків.
Після підписання 18 березня 1921 року Ризького мирного договору, згідно з яким у Варшаві припинено офіційну діяльність еміграційних структур Державного Центру УНР, Стемповський увійшов до управи, створеної у Варшаві з ініціативи групи діячів УНР громадської організації Український центральний комітет (зареєстровано 9 серпня 1921 року). 1921 року Стемповський став членом правління Союзу зближення відроджених народів і співзасновником Інституту досліджень національних справ. Був також багаторічним головою Польсько-українського товариства.
«Уривок з спогадів» в «Працях Українського Наукового Інституту», вийшов у Варшаві у 8 томах (1932), «Pamiętniki 1870 — 1914», (1953).